# Semiothisa dentilaria
Semiothisa dentilaria är en fjärilsart som beskrevs av William Schaus 1901. Semiothisa dentilaria ingår i släktet Semiothisa och familjen mätare. Inga underarter finns listade i Catalogue of Life.